# 尚迪布
尚迪布（法語：Champ-du-Boult，法語發音：[ʃɑ̃ dy bu]）是法国卡尔瓦多斯省的一个旧市镇，属于维尔区。2017年，尚迪布与临近的9个市镇合并为新市镇努德谢讷。

## 地理
尚迪布（48°47'35"N, 1°0'29"W）面积13.85 平方千米，位于法国诺曼底大区卡爾瓦多斯省，该省份为法国西北部沿海省份，北濒大西洋英吉利海峡，东北与滨海塞纳省以海上边界相接，东临厄尔省，南至奧恩省，西与芒什省接壤。
与尚迪布接壤的市镇（或旧市镇、城区）包括：勒加、圣日耳曼德塔勒旺德-拉朗德沃蒙、圣芒维厄博卡日、圣瑟韦卡尔瓦多斯、加特莫、圣米歇尔德蒙茹瓦。

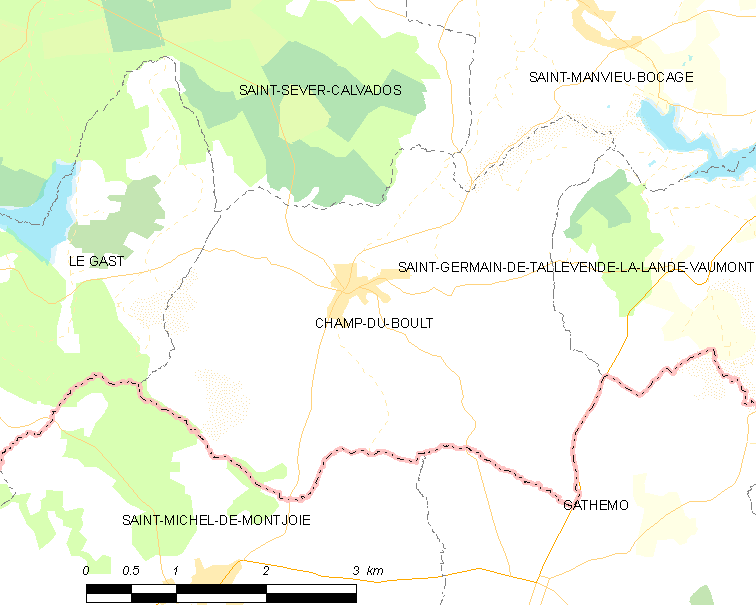
尚迪布的OSM定位图

尚迪布的时区为UTC+01:00、UTC+02:00（夏令时）。

## 行政
尚迪布的邮政编码为14380，INSEE市镇编码为14151。

## 政治
尚迪布所属的省级选区为维尔诺曼底县。

## 人口

1962-2008年间尚迪布人口变化图示

尚迪布于2018年1月1日时的人口数量为378人。